# Carlo Moiso
Carlo Moiso (Roma, 25 agosto 1945 – Rocca di Papa, 28 novembre 2008) è stato uno psicologo, medico e psicoterapeuta italiano.

## Biografia
Si laureò nel 1972 in Medicina e Chirurgia presso l'Università degli Studi di Roma "La Sapienza". Fino al 1976 fu assistente presso la clinica psichiatrica Viarnetto di Lugano, dove si occupò anche di programmi di psicoterapia e del servizio antidroga.
Nel 1975, insieme a Michele Novellino, introdusse in Italia l'Analisi Transazionale, fondando l'Associazione Italiana di Analisi Transazionale (AIAT). Successivamente, l'11 aprile 1984, fondò con Novellino l'Istituto di Analisi Transazionale (IAT), di cui fu presidente fino alla sua morte. Moiso fu anche analista didatta dell'Associazione Europea di Analisi Transazionale (EATA) e dell'Associazione Internazionale di Analisi Transazionale (ITAA).
Autore di numerosi libri e articoli scientifici sull'Analisi Transazionale e sulla psicologia transculturale, Moiso svolse attività di consulenza in molti paesi europei, asiatici, americani e in Australia, occupandosi delle influenze dei "caratteri nazionali" sulla personalità degli individui e dei gruppi.
Ex giocatore e allenatore di baseball, collaborò con l'Associazione Italiana di Psicologia dello Sport (AIPS) e contribuì alla nascita della Società Professionale Operatori in Psicologia dello Sport e delle Attività Motorie.
Morì la mattina del 28 novembre 2008 presso la clinica San Raffaele a Rocca di Papa, a causa di un tumore alla prostata diagnosticato otto anni prima.

## Riconoscimenti
- 1987 - Eric Berne Scientific Memorial Award - per gli studi sulla struttura dell'Io nei processi transferali.[3]
- 2002 - Medaglia d'oro E.A.T.A. - per i servizi gratuiti resi all'AT e all'E.A.T.A. in Europa.[4]

Dopo la sua morte, le società italiane di analisi transazionale aderenti alla European Association of Transactional Analysis (EATA), istituiscono il Premio pionieri, premio alla memoria di Carlo Moiso, Teresa Romanini e Pio Scilligo.

## Selezione di opere
- Carlo Moiso, Michele Novellino, Stati dell'Io. Le basi teoriche dell'analisi transazionale integrata, Roma, Astrolabio-Ubaldini, 1982. ISBN 9788834007242
- Carlo Moiso, Il Setting in psicoterapia di gruppo, in Michele Novellino (a cura di), L'approccio clinico della analisi transazionale: epistemologia, metodologia e psicopatologia clinica, Milano, Franco Angeli, 1998. ISBN 9788846402868
- Carlo Moiso, Transactional Analysis, in Florence Whiteman Kaslow, Jeffrey J. Magnavita, Terence Patterson, Robert F. Massey, Comprehensive Handbook of Psychotherapy: Interpersonal - Humanistic - Existential, Chichester, Wiley, 2002. ISBN 9780471382638

### Articoli scientifici
- Carlo Moiso, Ego States and Transference, in T.A.J., vol. 15, n. 194, 1985.
- Carlo Moiso, Michele Novellino, An Overvew of the Psychodynamic School of Transactional Analysis and its Epistemological Foundations, in T.A.J., vol. 30, n. 3, 2000,  pp. 182-187.

### Articoli e saggi
- Epistemologia e problemi di setting in analisi transazionale, su psicologiaesalute.it. URL consultato il 1º dicembre 2008 (archiviato dall'url originale il 21 settembre 2008).